# 貓舌餅
貓舌餅(法語：Langue de chat)，是曲奇或巧克力製的小型棒狀餅乾，廣泛食用於許多歐洲與南美洲國家。
貓舌餅形似貓的舌頭，故得此名。主要原料有蛋清、麵粉、砂糖與香草，或牛奶巧克力、黑巧克力與白巧克力。